# Liste der Naturdenkmäler in Freienfeld
Die Liste der Naturdenkmäler in Freienfeld (italienisch Campo di Trens) enthält die fünf als Naturdenkmal ausgewiesenen Objekte auf dem Gebiet der Gemeinde Freienfeld in Südtirol.
Basis ist das im Internet einsehbare offizielle Verzeichnis der Naturdenkmäler in Südtirol (Stand: 23. Januar 2015). Dabei kann es sich um botanische, geologische oder hydrologische Naturdenkmäler handeln. Die Reihenfolge in dieser Liste orientiert sich an der ID, alternativ ist sie auch nach dem Namen sortierbar.

## Liste
| Foto |                 | Name                        | Standort                     | Beschreibung                              |
| ---- | --------------- | --------------------------- | ---------------------------- | ----------------------------------------- |
| BW   | Datei hochladen | 1 Nussbaum ID: 021_G01      | 46° 51′ 14″ N, 11° 31′ 5″ O  | Botanisches Naturdenkmal: Walnussbaum     |
| BW   | Datei hochladen | 2 Edelkastanien ID: 021_G02 | 46° 51′ 19″ N, 11° 30′ 8″ O  | Botanisches Naturdenkmal: Kastanie        |
| BW   | Datei hochladen | 1 Linde ID: 021_G03         | 46° 51′ 39″ N, 11° 30′ 40″ O | Botanisches Naturdenkmal: Linde           |
| BW   | Datei hochladen | 1 Esche ID: 021_G04         | 46° 52′ 29″ N, 11° 26′ 38″ O | Botanisches Naturdenkmal: Esche           |
| BW   | Datei hochladen | 1 Linde ID: 021_G05         | 46° 52′ 28″ N, 11° 26′ 48″ O | Botanisches Naturdenkmal: Linde           |
| BW   | Datei hochladen | Bliegerteich ID: 021_G06    | 46° 52′ 14″ N, 11° 28′ 53″ O | Hydrologisches Naturdenkmal: Feuchtgebiet |
| BW   | Datei hochladen | Genalterau ID: 021_G07      | 46° 52′ 20″ N, 11° 28′ 7″ O  | Hydrologisches Naturdenkmal: Feuchtgebiet |

| Foto: | Fotografie des Naturdenkmals. Klicken des Fotos erzeugt eine vergrößerte Ansicht. Daneben finden sich zwei Symbole: |
| ID    | Identifikator bei der Abteilung Natur, Landschaft und Raumentwicklung der Südtiroler Landesverwaltung               |